# Institut Deutsche Adelsforschung
Das Institut Deutsche Adelsforschung (IDA) ist eine private Einrichtung zur wissenschaftlichen Erforschung insbesondere des deutschsprachigen Adels im Zeitraum von 1200 bis 1945. Das kulturwissenschaftlich ausgerichtete Institut mit Hauptsitz in Kiel gibt unter anderem die Zeitschrift für deutsche Adelsforschung heraus und publiziert unter anderem über die Webseite adelsquellen.de.

## Geschichte und Beschreibung
Das IDA wurde 1993 von dem Historiker und langjährigen Leiter der Einrichtung Claus Heinrich Bill gegründet und finanziert sich unter anderem durch ein Legat. Schwerpunkte der historiografischen Arbeiten beruhen auf der Beantwortung von Fragestellungen zu „historischer Identität, praxeologischer Adelserzeugung, Interkulturalität, Gruppenbildung und Devianz“.
Neuere Forschungsergebnisse werden laufend aktualisiert teils als Webinhalte, teils durch Rezensionen und andere Publikationen wie in der eigenen Schriftenreihe veröffentlicht. Daneben wurden im IDA im Sinne der Erinnerungskultur – unter Einbeziehung beispielsweise möglicher NS-Mitgliedschaften – auch Auftragsarbeiten zu ost- und mitteldeutschen Adelsgeschlechtern durchgeführt, darunter auch Ahnenforschung für Familien wie von Bodungen, von Paepke, Digeon von Monteton, von Bandemer oder von Heydebreck.

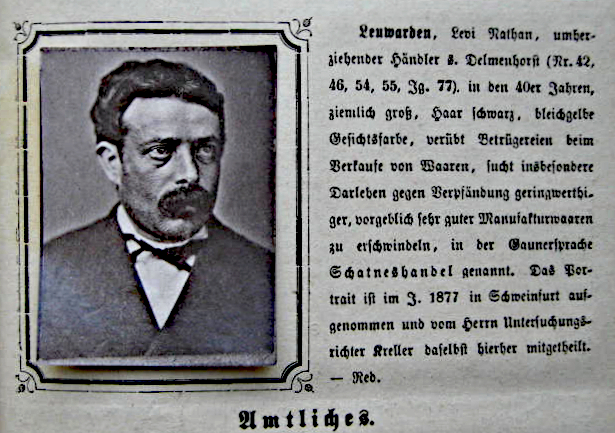
Foto von 1877 mit Text zum steckbrieflich gesuchten Levi Nathan bei Delmenhorst;
aus dem Deutschen Steckbrief-Register des IDA

Ab 2004 widmete sich das IDA zudem der Erforschung sozialer Randgruppen beispielsweise durch den Ausbau des Deutschen Steckbrief-Registers.

## Publikationen
Unter anderem gab das Institut bisher als monografische Reihen folgende Schriften heraus:
- 1993 bis 1998 in Owschlag die Schriftenreihe des Instituts für Preußische Historiographie, teils unter dem Titel Schriftenreihe / IfPH - Forschungsstelle für Deutsche Adelsgeschichte;[2]
- ab 1999 die Schriftenreihe des Instituts Deutsche Adelsforschung.[2]